# Canyametes
Canyametes, canyameta o salat (Suaeda maritima) és una planta del gènere Suaeda.

## Distribució i hàbitat
Aquesta planta es troba a tota la costa occidental del mediterrani. És especialment comuna a les Illes Balears i a les costes de la Marina Baixa, el Baix Segura i el Baix Vinalopó a la vora de les platges. Junt amb plantes del gènere Salsola les canyametes sovint formen els anomenats matollars de salat en salobrars i llocs de sòls salins. Molt rarament és una planta ruderal.

## Morfologia
Les canyametes són plantes anuals, halòfites i teròfites. Tenen color verda, sovint glauca, que pot canviar al vermell o porpra a la tardor. La mata fa entre 10 i 30 cm d'alçada i es ramifica molt des de la base. Li agraden sòls rics en nitrats. Les fulles són lineals, crassulàcies i de secció arrodonida. En llocs molt ventosos la planta creix prostrada o gairebé ajaguda. Les canyametes tenen alts continguts salins, podent concentrar fins a 400 mM de ClNa en les seves fulles (o 14,5% del seu pes en sec) sense problemes. La planta floreix de juny a octubre i té inflorescències bisexuals molt petites i discretes. Les flors són verdoses, amb forma de botó i estan reunides en espigues. Les llavors són de forma oval i negres; fan entre 1.2 i 1.5 mm de diàmetre.

## Usos
Les canyametes es feien servir per produir cendres riques en sosa (carbonat de sodi) fins al segle xix.
La sosa d'aquestes plantes s'obtenia antigament cremant-les i s'utilitzava per a fer sabó i vidre. Va tindre una certa importància local fins que la sosa es va començar a obtenir a escala industrial segons el mètode Leblanc. Les fulles tendres són comestibles i es poden menjar en amanida, condimentant els altres ingredients (enciam, tomàquet) amb llur gust salat i un xic picant.